# Gare de Meadowvale
La gare de Meadowvale est une gare ferroviaire située sur Millcreek Drive entre Derry Road et Winston Churchill Boulevard dans le nord-ouest de Mississauga en Ontario. Elle est desservie par des trains de banlieue de la ligne Milton de GO Transit.

## Situation ferroviaire
La gare de Meadowvale est située à la borne 23,1 milles (37,2 km) de la subdivision Galt du Canadien Pacifique (CP), entre les gares de Lisgar et de Streetsville. En direction est, les voies traversent la rivière Credit avant de s'approcher à la gare de Streetsville.

## Histoire

### Credit Valley Railway
Le Credit Valley Railway a été construit entre 1877 et 1879. L'entreprise ferroviaire a été affrétée en février 1871 afin de construire une nouvelle ligne ferroviaire reliant Toronto et Orangeville via Streetsville, maintenant un quartier de Mississauga. Le principal bailleur de fonds du projet était George Laidlaw, un homme d'affaires qui a favorisé le développement des chemins de fer à voie étroite à Toronto. Le contrat d'affrètement a ensuite été modifié au cours des années suivantes pour prolonger la ligne principale vers Saint-Thomas afin de se connecter au Canada Southern Railway.
Les travaux ont débuté en 1874. La gare de Meadowvale a été construite vers 1878, et le premier train a traversé la gare le 6 décembre 1878. L'ouverture officielle de la gare et de la ligne a eu lieu le 19 septembre 1879.
Après l'achèvement de la ligne complète en 1881, l'entreprise était au bord de la faillite et a commencé à chercher un acheteur ou un bail commercial. Un certain nombre de municipalités qui avaient fourni des fonds pour la construction étaient préoccupées car elles prévoyaient que la construction de la ligne augmenterait la concurrence et briserait le monopole créé par le Grand Tronc. Une solution fut rapidement trouvée lorsque le président du CVR, convainquit le Canadien Pacifique de reprendre la ligne en 1883.
En 1956, la gare est devenue un arrêt sur demande à cause de la baisse d'achalandage. En 1960, un gardien de gare était payé 25 $ par mois pour un travail à temps partiel. Le 16 juillet 1962, le conseil du canton de Toronto a accepté la demande du Canadien Pacifique d'interrompre le service à la gare de Meadowvale. La gare a été ensuite utilisée par la Provimi Feed Company jusqu'à ce qu'elle soit démolie à l'été 1976. Le bois a été acheté par John Landon et utilisé dans la construction d'un atelier et d'un garage sur sa propriété à l'est de la rivière Credit. Lors de sa démolition, un résident de Streetsville a trouvé plusieurs télégrammes datant d'avant 1900 poussés sous le haut du mur

### GO Transit
La gare de GO Transit a ouvert ses portes le 25 octobre 1981, lorsque la ligne Milton est devenu la quatrième ligne du réseau de trains de banlieue de GO Transit, après les lignes Lakeshore, Georgetown (maintenant Kitchener) et Richmond Hill.
La ligne Milton a été mise en service avec trois allers-retours du lundi au vendredi. Le service s'est avéré suffisamment populaire pour que, le 9 juillet 1989, GO ait ajouté deux autres trajets en semaine.
Alors que la croissance des banlieues se poursuivait vers le nord et l'ouest, GO Transit a continué à ajouter des trajets de trains. Un sixième train de la ligne a été ajouté en 2002, suivi d'un septième train en juin 2009, et d'un huitième en juin 2012. En janvier 2015, un neuvième train est ajouté sur la ligne, suivi d'un dixième train en septembre 2016. En 2020, Metrolinx a publié un plan stratégique qui prévoyait l'expansion du service à toutes les 15 minutes ou mieux aux heures de pointe entre Meadowvale et Union (avec un service en contre-pointe toutes les 30 minutes) et un service toutes les demi-heures hors pointe vers Meadowvale, avec des bus correspondants vers Milton.
Alors que l'agence provinciale aimerait offrir à nouveau un service de mi-journée bidirectionnel sur la ligne, améliorer le service vers Mississauga et possiblement augmenter le service de métro, les négociations avec le CP se sont avérées frustrantes. Contrairement au CN, la subdivision Galt du CP entre Mississauga et Toronto est sa seule ligne principale entre Toronto, London et Windsor. Il n'existe aucune voie de contournement vers laquelle le trafic de marchandises du CP peut se détourner. GO Transit a dû dépenser des sommes considérables pour ajouter des voies afin d'obtenir le service dont il dispose actuellement, et bonifier le service à toute la journée serait coûteux pour l'agence provinciale.

## Service des voyageurs

### Accueil
La billetterie de GO Transit est ouverte en semaine de 5 h 45 à 9 h, fermée les fins de semaine et jours fériés. L'ambassadeur de la gare GO peut aider les clients à configurer un type de tarif ou à définir un trajet par défaut sur la carte Presto. Les clients disposent également d'options en libre-service, notamment l'achat d'un billet papier dans un distributeur automatique de billets, le chargement d'une carte Presto dans un distributeur automatique de billets compatible avec Presto, l'achat d'un billet électronique avec leur téléphone intelligent et le paiement au valideur avec une carte de crédit sans contact ou une carte Presto.
La gare est équipée d'une salle d'attente, des toilettes, de Wi-Fi, d'un téléphone payant, du stationnement incitatif, et d'une boucle de bus. Le stationnement incitatif est équipé des places de stationnement réservées, d'une aire de covoiturage, et d'un débarcadère. La boucle de bus dessert les autobus de GO Transit et de MiWay.
L'ensemble de la gare est accessible aux fauteuils roulants.

### Desserte
La gare dessert les trains de la ligne Milton aux heures de pointe. 8 trains en direction d'Union s'arrêtent à la gare les matins de semaine, et 8 trains en direction de Milton s'arrêtent les soirs de semaine. Aucun train ne dessert la gare hors pointe et en fin de semaine. GO Transit exploite les navettes hors pointe entre la gare de Clarkson, la gare de Streetsville, la gare de Meadowvale, le centre commercial Meadowvale Town Centre et la gare de Lisgar, en fonction des horaires du train Lakeshore West.

### Intermodalité

#### MiWay
La ligne 90 Terragar-Copenhagen de MiWay dessert la gare au quai n° 3 pendant les heures de pointe seulement. La ligne 44 Mississauga Road dessert les arrêts sur Millcreek Drive. La ligne 104 Derry Express est suspendue depuis le 11 décembre 2020. La correspondance est gratuite entre les autobus et les trains de GO Transit et les autobus de Mississauga pour les passagers payant avec sa carte Presto ou sa carte de crédit sans contact.

#### GO Transit
La gare de Meadowvale est desservie par ces lignes de bus de GO Transit suivantes :
- Quai 4 : ligne 21 (Milton) en direction de la gare de Clarkson
- Quai 5 : lignes 21 (Milton) en direction de la gare de Lisgar et 27 (Milton / North York) en direction de Milton
- Quai 6 : ligne 27 (Milton / North York) en direction de North York, ligne 48 (Guelph / Hwy 407 Bus Terminal) en direction de Guelph
- Quai 7 : ligne 48 (Guelph / Hwy 407 Bus Terminal) en direction de Vaughan

Les lignes 21 et 27 desservent la gare tous les jours, et la ligne 48 dessert la gare en semaine seulement.